# تفجيرات بغداد 11 أيار 2016
يوم 11 مايو عام 2016، تم تفجير شاحنة في العاصمة العراقية بغداد واسفر التفجير عن قتل 65 شخصا على الاقل وجرح 87 اخرين. وكان الانفجار بدأ بسبب ان انفجرت قنبلة في سوق مزدحمة في الجزء الشرقي من مدينة الصدر، مما أسفر عن مقتل معظمهم الأبرياء كانو من النساء والأطفال. وفي وقت لاحق من نفس اليوم، وقع هجوم انتحاري في حي الكاظمية الشيعي وأسفر عن مقتل 18 واصابة 43 اخرين . في حي جامع في غرب بغداد، انفجرت سيارة مفخخة أخرى في الخارج في فترة بعد الظهيرة، مما أسفر عن مقتل 13 شخصا على الاقل. قتل سبعة أشخاص على الأقل وأصيب عشرون آخرون في انفجار سيارة مفخخة في الشارع الربيعي "في غرب بغداد. وقد سبق هذه الهجمات تفجير آخر في حي السماوة يوم 1 مايو.